# 馬自達MX-30
馬自達MX-30（日语：マツダ・MX-30）乃日本馬自達汽車公司於2020年推出的五人座次緊湊型跨界休旅車，細分成純電動車（battery electric vehicle，縮寫成BEV）、中度混合動力（mild hybrid）及插電式混合動力車（plug-in hybrid electric vehicle，縮寫成PHEV）等車型。

## 概要
馬自達MX-30的特殊之處在於它既是該公司第一部純電動車，也讓過去曾投入大量資源開發的轉子引擎重返市場，儘管只是作為增程發電之用。另外一項特別的地方是沿用和馬自達RX-8相同的雙門對開式車門，前門可打開至82°，後門則為80°，前排座椅可藉由滑軌前後移動，且按下按鈕即可讓椅背向前折，方便後座乘客出入。
然而該車款的銷售成績不佳，由於BEV車型所搭載的35.5kWh鋰離子電池之續航力僅有100英里（約161公里），再加上售價不斐，2022年該車款在美國加利福尼亞州只有售出324輛，2023年上半年更是只交付66輛，該公司遂宣布MX-30純電車黯然退出美國市場。

## 歷史
2019年 - 9月25日在第46屆東京車展公開展出；10月23日開放歐洲市場預訂，隔年2020年5月正式開賣。e-Skyactiv純電動車型，搭載最大馬力、扭力可輸出143ps / 26.9kg·m的MH型交流同步電動機，並配置35.5kWh的鋰離子電池組，滿電的續航距離大約209公里。以6.6 kW AC（1 phase, 230V, 29A）充至滿電，耗時約4.5個鐘頭。外觀設計延續「魂動」特徵，黑色大面積的防刮材質自前保桿沿著車側延伸至後保桿，斜傾的C柱則營造出跑格感。中控台上方安裝8.8吋觸控螢幕，可顯示影音、導航等資訊；浮動式排檔桿與旋鈕前方更有一個可控制冷暖空調的7吋觸控螢幕。車室內大量飾板以塑膠回收材料製成，中央扶手下方的木質托盤則以軟木塞剩餘的木屑製成。在安全配備的部分配有i-ACTIVSENSE主動安全輔助系統，具備CTS巡航模式車道維持輔助、BSM盲點偵測、SBS智慧型煞車輔助等功能。另有G-Vectoring Control Plus G力導引控制技術，車輛入彎時減少扭力輸出以達到水平及垂直綜合G力的平衡，出彎時則增強扭力輸出。
2020年 - 10月正式在日本市場發售「e-SKYACTIV G」中度混合動力（mild hybrid）車型，分成FF、4WD及百年紀念特仕車等三種。動力心臟以2.0L直列四缸DOHC PE-VPH型引擎，搭配MJ型交流同步電動機。燃油引擎可提供156ps之最大馬力、20.3kg·m之峰值扭力，電動馬達額外提供6.9ps馬力、5.0kg·m扭力輔助，配合六速手自排變速系統之後具備15.6km/L的平均油耗表現（4WD車型則為15.1km/L）。關於主被動安全科技，基本車款具備MRCC雷達定速巡航、LAS車道偏移防止、SBS智慧前行煞車輔助、LDWS車道偏移警示、ELK緊急車道偏離輔助等功能，高階車款多了CTS巡航模式車道維持輔助、TSR交通號誌識別、FCTA前側方車輛接近警示等進階防護功能。
2021年 - 1月28日日本市場追加供應BEV車型，5月起接受澳大利亞市場的預訂，同年8月首批100輛開始交付。
2023年 - 原廠1月13日在比利時布魯塞爾車展上公開「e-SKYACTIV R-EV」PHEV車型，繼2012年馬自達RX-8停產後闊別11年轉子引擎回歸產品陣容，以其作為增程發電之用。該具830c.c. X 1 8C型單轉子引擎最大輸出75hp / 4,700rpm的馬力，負責發電給17.8kWh鋰離子電池，新設50公升油箱，使得最大續航里程則可達644公里。行車模式分成正常、EV純電、強制充電等三種，正常模式以純電優先，當所需動力大於電量就改由轉子引擎發電；EV純電模式以純電行駛為主，直至電能耗盡，但油門踏板踩深時轉子引擎也會啟動發電；強制充電模式則是電量低於10%時強制啟動轉子引擎替電池充電。

### 獲獎紀錄
2020年12月7日MX-30獲得第41屆日本年度風雲車的年度設計獎。

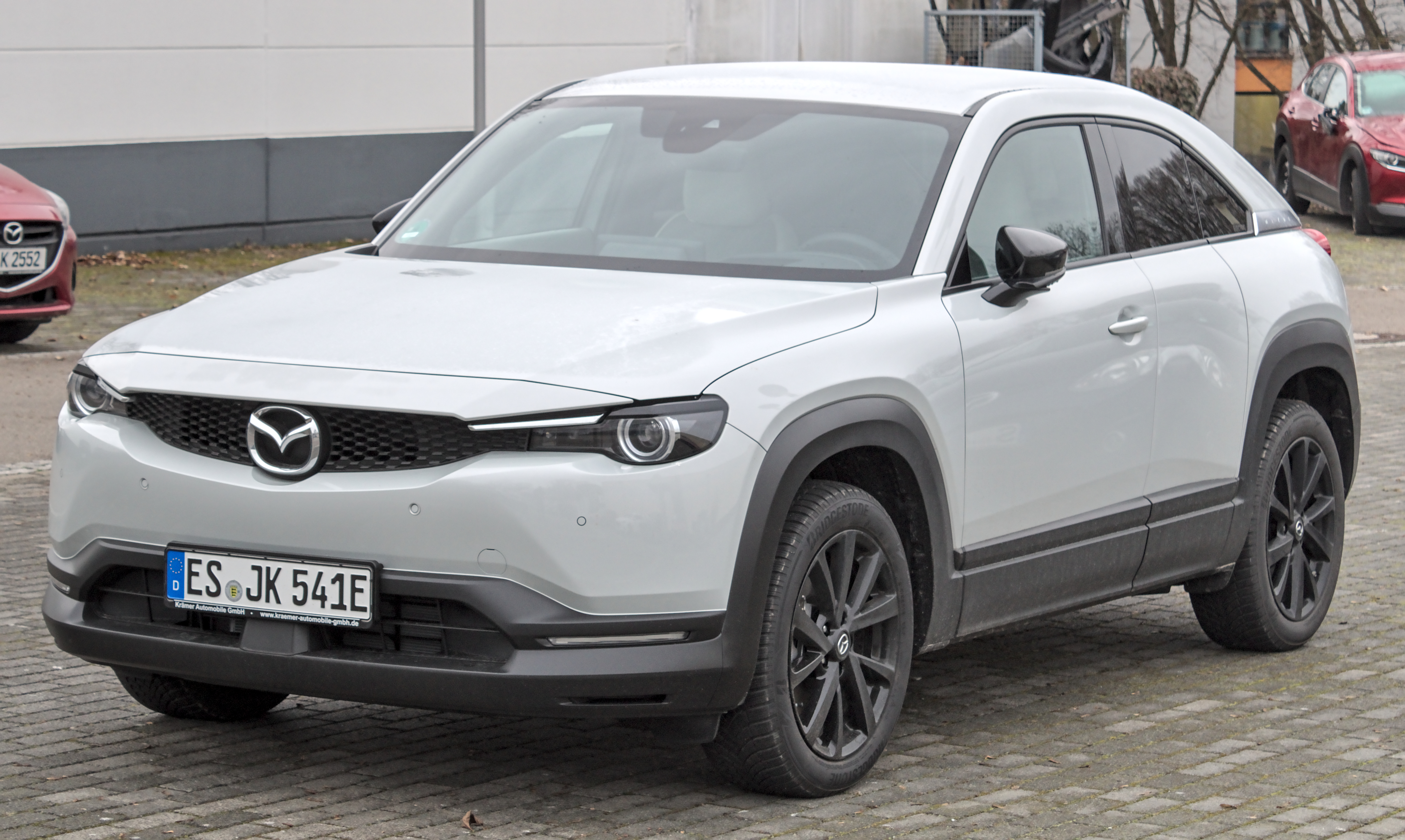
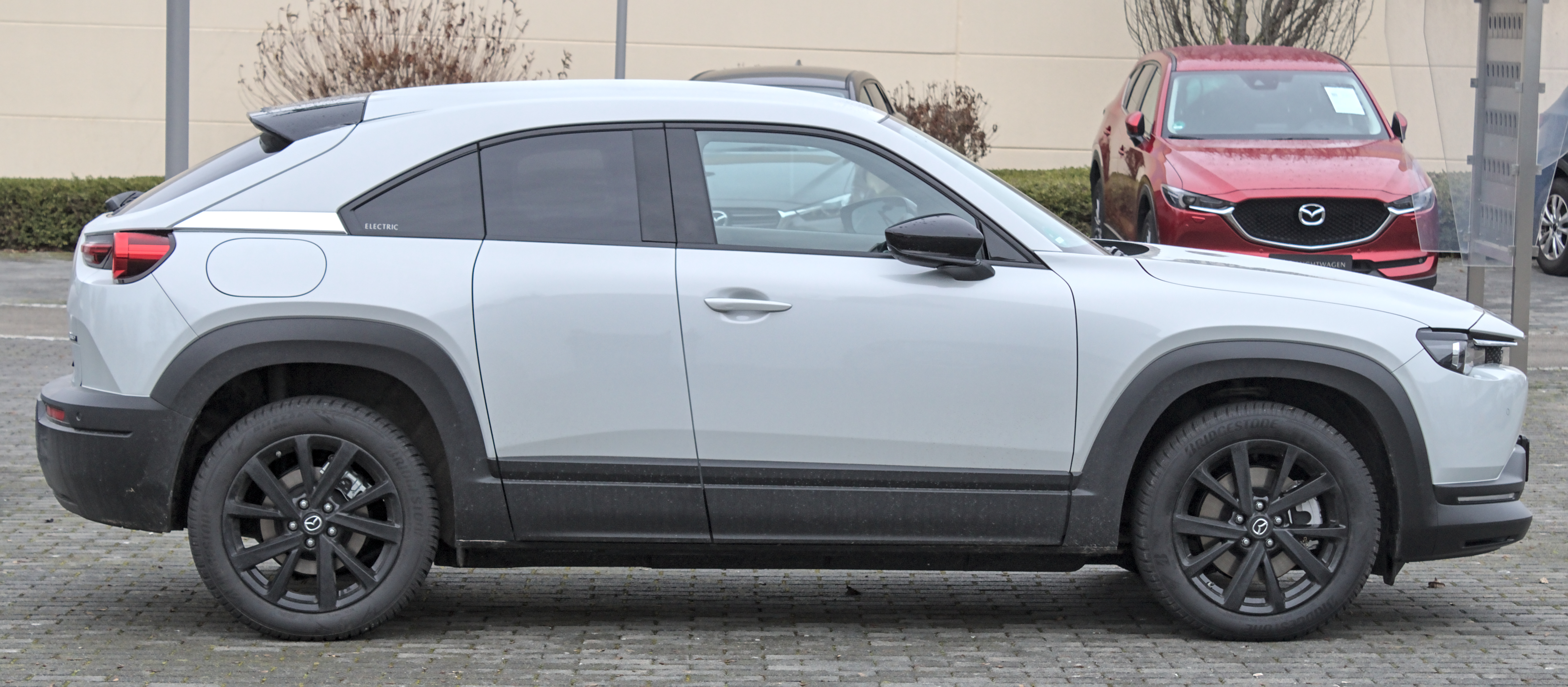
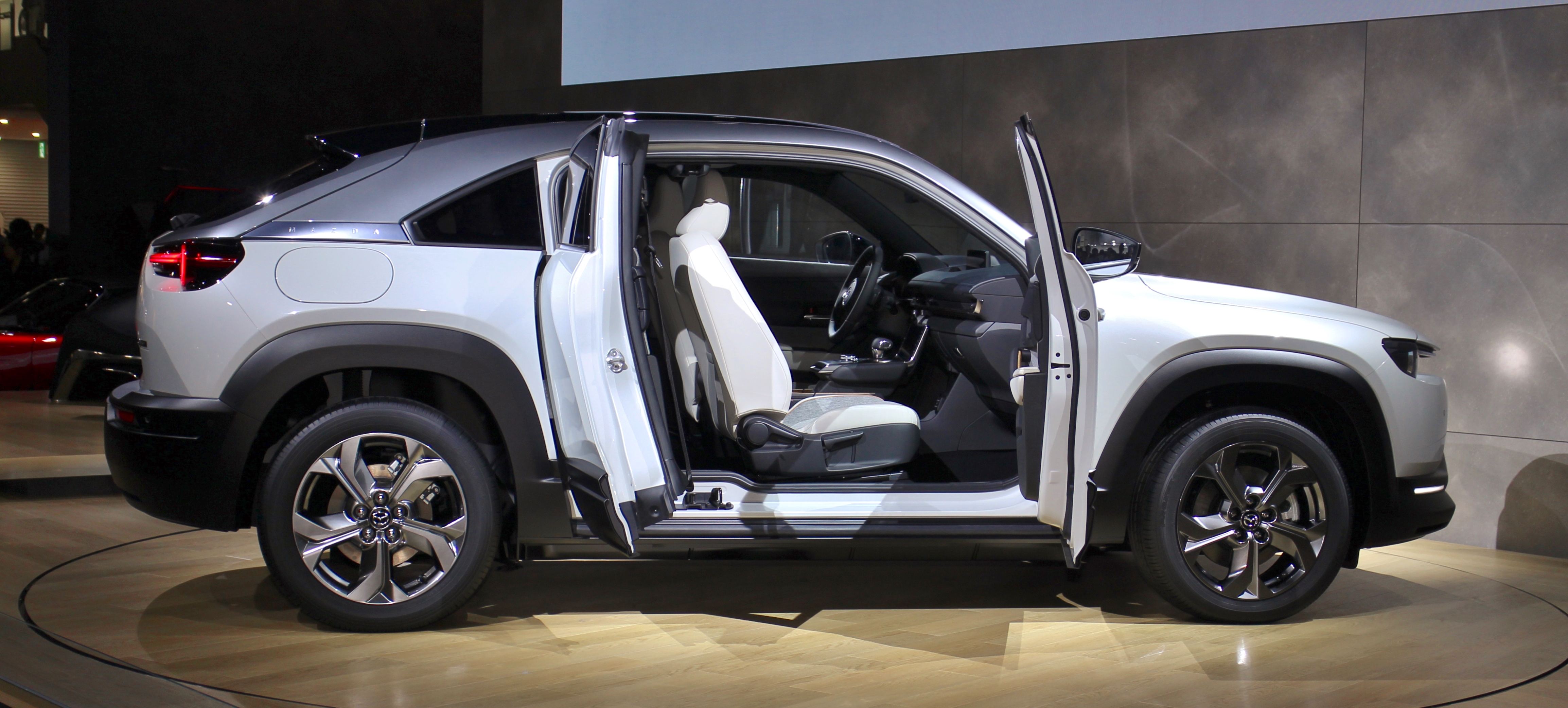
雙門對開貌
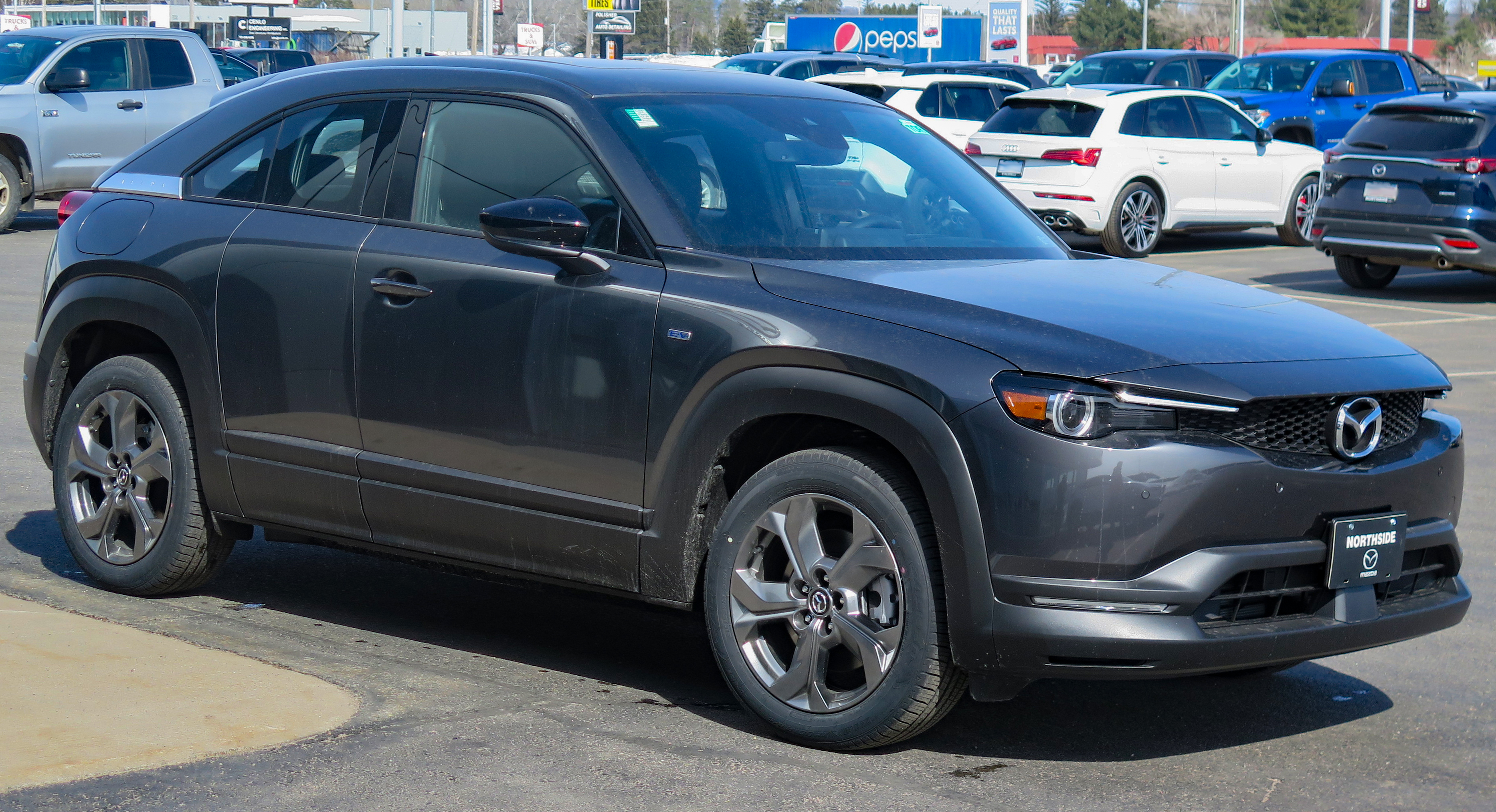

## 外部連結
- （日語）日本官方網站 （页面存档备份，存于）（PHEV）
- （日語）日本官方網站 （页面存档备份，存于）（BEV）
- （英文）國際官方網站 （页面存档备份，存于）